# Anton Gaaei
Anton Gaaei (udtalt [gaj]; født 19. november 2002) er en dansk professionel fodboldspiller, som spiller for Eredivisie-klubben Ajax.

## Klubkarriere

### Barndom og ungdom
Gaaei spillede først i Bruunshåb/Tapdrup IF og skiftede til siden Overlund GF, inden han endte hos FK Viborg. Egentlig valgte han at stoppe i FK Viborg og havde ikke lyst til at blive professionel, men dette ændrede sig på et efterskoleophold ved Levring Efterskole, hvor han genfandt lysten til at spille fodbold.
I ungdomsårene har Gaaei fungeret som kantspiller, men er blevet omskolet til højreback.

### Viborg FF
Gaaei fik sin debut på Viborg FFs førstehold i en pokalkamp ude mod FC Fredericia i sæsonen 21/22.
Gaaei nåede i alt 48 kampe for Viborg FF inden skiftet til AFC Ajax.

### AFC Ajax
I august 2023 blev Gaaei solgt til hollandske AFC Ajax og skrev med sit skifte rekord i Viborg FF som den dyreste spiller, klubben nogensinde har solgt. Gaaeis kontrakt med Ajax løber til 2028.

## Landsholdskarriere

### Ungdomslandshold
Gaaei har spillet på samtlige ungdomslandshold.

### Herrelandsholdet
Gaaei blev udtaget for første gang i efteråret 2024, da Alexander Bah udgik med en skade.